# Karl Münchinger

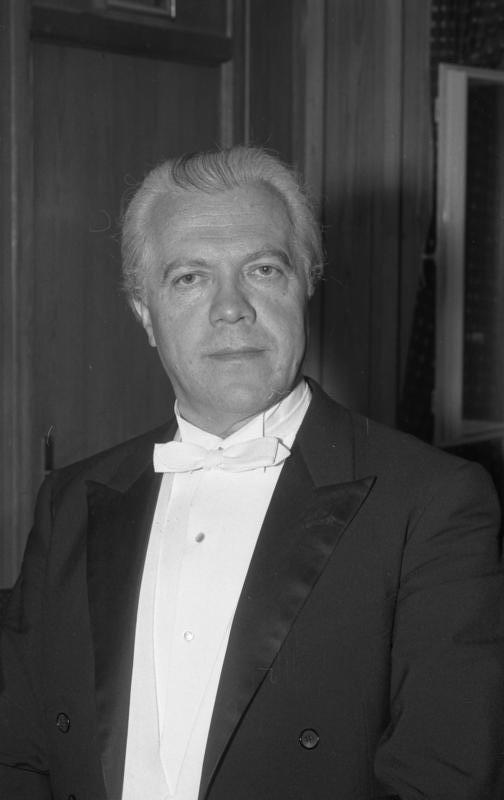
Karl Münchinger in 1968

Karl Münchinger (Stuttgart, 29 mei 1915 – 13 maart 1990) was een Duits organist en vooral dirigent van klassieke muziek. Hij hielp met de herwaardering van de thans veelgehoorde Canon in D van Johann Pachelbel, door het barokke stuk opnieuw uit te voeren met het Stuttgart Chamber Orchestra in 1960. Münchinger is ook bekend vanwege zijn vele uitvoeringen van traditionele stukken uit de Baroktijd, die onderdeel waren van het œuvre van Johann Sebastian Bach.
Münchinger is geboren in Stuttgart. Hij studeerde aan de Hochschule für Musik. In 1941 werd hij benoemd tot dirigent van de Hanover Symphony, waar hij twee jaar voor dirigeerde. Tien jaar lang werkte hij niet als dirigent.
Na de Tweede Wereldoorlog richtte hij het Stuttgart Chamber Orchestra (eigenlijk: het Stuttgarter Kammerorchester) op. Hiermee reisde hij de wereld rond, beginnende met een Parijs debuut in 1949. In 1953 trad hij op in San Francisco. Onder zijn leiding ontwikkelde het orkest een repertoire met vele muziekstukken, voornamelijk gedurende de jaren '50 en '60. Vele van deze stukken waren composities van Bach, waar hij een eigen draai aan gaf, zoals de Brandenburgse Concerten, de Matthäus-Passion, de Johannes-Passion, het Musikalisches Opfer, de Hohe Messe en het Weihnachtsoratorium. Behalve van de Bach composities en de bovengenoemde Canon van Pachelbel, is zijn uitvoering van Haydn's Die Schöpfung wel de bekendste.
Münchinger ging met pensioen in 1988, twee jaar voor zijn overlijden.

## Relevante literatuur
Holmes, John L. (1982). Conductors on Record. London: Gollancz. ISBN 0-575-02781-9.
- Bibsys: 5023064
- Biblioteca Nacional de España: XX858263
- Bibliothèque nationale de France: cb13897799b (data)
- CiNii: DA10793269
- Gemeinsame Normdatei: 118735039
- International Standard Name Identifier: 0000 0001 1057 4102
- Library of Congress Control Number: n81080876
- Nationale Bibliotheek van Letland: 000298248
- MusicBrainz: e2740c56-3109-451f-96c7-95583d3b8669
- Nationale Bibliotheek van Tsjechië: pna2005262071
- Nationale Bibliotheek van Israël: 987007457249905171
- Nationale Bibliotheek van Polen: a0000002521712
- Nederlandse Thesaurus van Auteursnamen: 071028366
- Système universitaire de documentation: 133257150
- Virtual International Authority File: 39562770
- WorldCat: E39PBJj8K8dDQdgtp6cvqXgBT3